# Серебровский, Павел Владимирович
Павел Владимирович Серебровский (17 [30] января 1888, Худошино — 5 февраля 1942) — русский советский орнитолог, зоогеограф и палеонтолог, профессор.

## Биография

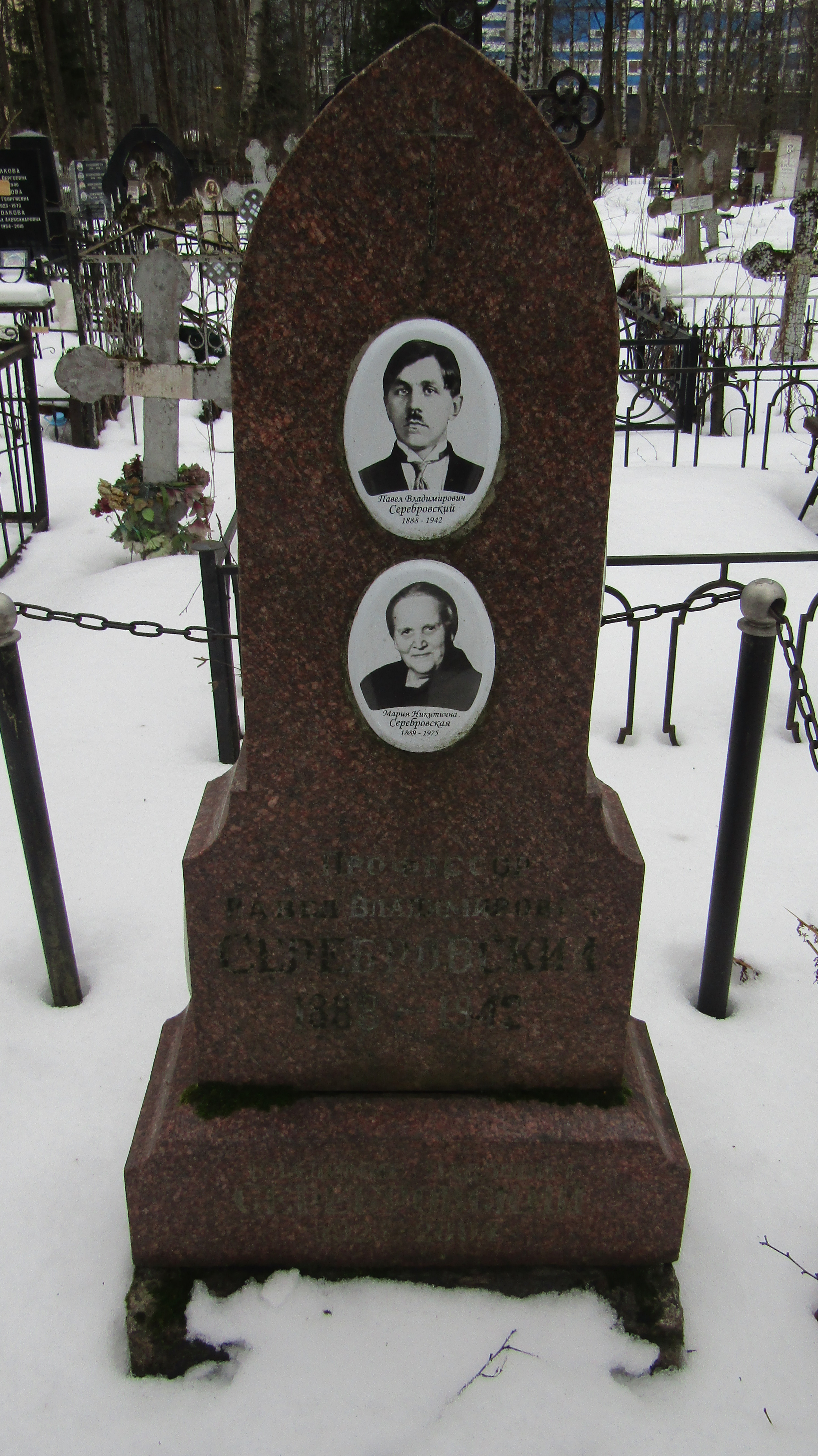
Могила Серебровского П. В. Серафимовское кладбище, Санкт-Петербург.

Родился в многодетной семье священника Владимира Васильевича Серебровского в селе Худошино Нижегородской губернии. Мать, Анна Феофановна, была грамотна, любила поэзию и привила детям (выжившей части — 9 из 10 выжило) любовь к культуре. Обучался в гимназии, когда занятия в 1905 году на время прервались из-за революции, отец отдал его учиться сапожному ремеслу, которое Павел успешно освоил. Окончив гимназию в 1907, поступил в Московский университет, но через несколько лет покинул его из-за увольнения ряда профессоров. Окончил обучение в Харькове. Студентом познакомился с П. П. Сушкиным и участвовал в экспедиции от Минусинска до Монголии. Во время Гражданской войны, будучи болен тифом, мобилизован в ряды Белой Армии Деникина из Харькова. Демобилизовался в 1921 году уже из Красной.
После смерти П. П. Сушкина руководил Отделением орнитологии Зоологического института АН СССР с 1928 по 1940. Активно участвовал в дискуссиях между московской и ленинградской школами о границах рода и вида и методах определения подвидов птиц. Уволен по сокращению штатов. Подлинная причина неизвестна, возможно, речь шла о репрессиях, либо попытке спасения от них, возможно, увольнение было связано с усилением классовой борьбы в советской науке.
С началом блокады Ленинграда вёл себя мужественно, строил оборонительные сооружения, дежурил в противовоздушной обороне. Восстановлен на работе в Зоологическом институте в ноябре 1941 года. Умер от голода в блокадном Ленинграде 5 февраля 1942 года.
Из-за гибели в войну документов(ни один документ в войну не пострадал, все находились по месту проживания его и его семьи) биография учёного была практически неизвестна долгие годы. Период Гражданской войны в его жизни остаётся практически белым пятном и теперь.

## Семья
- Жена Мария Никитична Серебровская (Каретникова) (1889-1975), учительница.
  - Сын Юрий, геолог, окончил ЛГУ в 1941 году, лейтенант пехоты, погиб под Сталинградом.
  - Сын Владимир, курсантом был на барже №752 в шторм на Ладоге, выжил, стал военным моряком (капитан 2 ранга), преподавал в морском училище, кандидат технических наук.
  - Дочь Елена (1915-2003), член Союза писателей, кандидат филологических наук, член Комитета защиты мира.

## Память
В честь учёного названа юго-восточная сибирская форма белой куропатки Lagopus lagopus sserebrowsky Domaniewski, и подвид горной овсянки Emberiza cia serebrowskii, Hans Johansen, 1944.